# 매류초등학교
매류초등학교는 대한민국 경기도 여주시에 있는 공립 초등학교이다.

## 학교 연혁
- 1958년 4월 1일 매류초등학교 개교
- 1981년 3월 1일 매류초등학교병설유치원 개원
- 2009년 9월 1일 경기도교육청 혁신학교 지정
- 2011년 3월 1일 경기도교육청 혁신연구시범학교 지정
- 2013년 9월 1일 경기도교육청 혁신학교 재지정
- 2017년 9월 1일 경기도교육청 혁신학교 재지정
- 2022년 10월 25일 체육관 개관
- 2022년 12월 30일 제65회 졸업식(총 3,490명)
- 2023년 3월 1일 6학급 편성인가(유치원 1학급)